# Вебер, Макс (политик)
Макс Вебер (нем. Max Weber; 2 августа 1897 года, Цюрих Швейцария — 2 декабря 1974 года, Берн, Швейцария) — швейцарский политик.

## Биография
Макс Вебер получил экономическое образование. В мае 1919 года вступил в Социал-демократическую партию. В 1922 году он стал работать в газете «Фольксштимме» в Санкт-Галлене. В 1924 году избран в кантональный парламент Санкт-Галлена. С 1926 года был сотрудником секретариата Федерации профсоюзов Швейцарии. В 1940 году стал президентом Федерации рабочих строительной и деревообрабатывающей промышленности.
С 1939 по 1951 год Вебер был членом Национального совета Швейцарии. 13 декабря 1951 года он был избран в Федеральный совет Швейцарии и находился на этом посту до 31 января 1954 года. В правительстве он возглавлял департамент финансов.